# Platybunus alpinorelictus
Platybunus alpinorelictus is een hooiwagen uit de familie echte hooiwagens (Phalangiidae).